# Culcasia striolata
Culcasia striolata är en kallaväxtart som beskrevs av Adolf Engler. Culcasia striolata ingår i släktet Culcasia och familjen kallaväxter. IUCN kategoriserar arten globalt som livskraftig. Inga underarter finns listade.